# Столник (Камник)
Столник (словен. Stolnik) — поселення в общині Камник, Осреднєсловенський регіон, Словенія. Висота над рівнем моря: 471,3 м.